# Proces ireversibil
În termodinamică un proces ireversibil este un proces termodinamic care nu este reversibil. Toate procesele naturale sunt ireversibile, deși o transformare de fază la temperatura de coexistență (de exemplu, topirea unor cuburi de gheață în apă) este o bună aproximație a unui proces reversibil.

## Istoric
Fizicianul german Rudolf Clausius a fost în anii 1850 primul care a cuantificat matematic descoperirea ireversibilității în natură prin introducerea conceptului de entropie. În memoriile sale din 1854 Ueber eine veränderte Form des zweiten Hauptsatzes der mechanischen Wärmetheorie (în română Despre o formă modificată a celui de-al doilea principiu al teoriei mecanice a căldurii), Clausius afirmă:
„Mai mult, se poate întâmpla ca în loc de o transmitere descendentă a căldurii care însoțește, în același proces, transmiterea ascendentă, să se producă o altă schimbare permanentă care are particularitatea de a „nu fi reversibilă” fără a fi înlocuită nici cu o nouă schimbare permanentă similară sau care produce o transmitere descendentă a căldurii.”
Pur și simplu, Clausius afirmă că este imposibil ca un sistem să transfere căldură de la un corp mai rece la un corp mai cald. De exemplu, o ceașcă de cafea fierbinte plasată într-o zonă la temperatura camerei (~22 °C) va transfera căldură în împrejurimile sale și se va răci odată cu creșterea ușoară a temperaturii în aceste împrejurimi (acum la ~22,2 °C). Însă aceeași ceașcă inițială de cafea nu va absorbi niciodată căldură din împrejurimi, determinând-o să devină și mai fierbinte, odată cu scăderea temperaturii acestora (acum la ~21,8 °C). Prin urmare, procesul de răcire a cafelei este ireversibil dacă nu se adaugă energie suplimentară în sistem.
Însă atunci când s-a încercat să reconcilieze microanaliza unui sistem cu observațiile asupra stării sale macroscopice a apărut un paradox. Multe procese sunt reversibile din punct de vedere matematic la nivel microscopic atunci când sunt analizate folosind mecanica newtoniană clasică. Acest paradox afectează în mod clar explicațiile microscopice ale tendinței macroscopice spre echilibru, cum ar fi argumentul din 1860 al lui James Clerk Maxwell, conform căruia coliziunile moleculare implică o egalizare a temperaturilor gazelor amestecate. Din 1872 și până în 1875 Ludwig Boltzmann a dat explicația statistică a acestui paradox sub forma formula entropiei a lui Boltzmann, care afirmă că o creștere a numărului de microstări posibile în care s-ar putea afla un sistem va crește entropia sistemului, ceea ce face mai puțin probabil ca sistemul să revină la o stare anterioară. Formulele sale au cuantificat analiza făcută de William Thomson, care a susținut că:
„Ecuațiile mișcării în dinamica abstractă sunt perfect reversibile; orice soluție a acestor ecuații rămâne valabilă atunci când variabila de timp {\displaystyle t} este înlocuită cu {\displaystyle -t}. Pe de altă parte, procesele fizice sunt ireversibile: de exemplu, frecarea corpurilor, transmiterea căldurii și difuzia. Totuși, principiul disipării energiei este compatibil cu o teorie moleculară în care fiecare particulă este supusă legilor dinamicii abstracte.”
O altă explicație a sistemelor ireversibile a fost prezentată de matematicianul francez Henri Poincaré. În 1890 el a publicat prima sa explicație a dinamicii neliniare, numită și teoria haosului. Aplicând teoria haosului la principiul al doilea al termodinamicii, paradoxul ireversibilității poate fi explicat prin erorile asociate cu scalarea de la microstări la macrostări și gradele de libertate folosite la efectuarea observațiilor experimentale. Sensibilitatea la condițiile inițiale legate de microstările compuse ale sistemului și împrejurimilor sale, duce la o apariție de caracteristici ireversibile în domeniul fizic observabil.

## Descriere
În termodinamică, o schimbare în starea termodinamică a unui sistem și a întregii sale împrejurimi nu poate fi restabilită exact la starea sa inițială prin modificări infinitezimale ale unor proprietăți ale sistemului fără cheltuială de energie. Un sistem care trece printr-un proces ireversibil poate reveni la starea inițială. Deoarece entropia este o funcție de stare, modificarea entropiei sistemului este aceeași indiferent dacă procesul este reversibil sau ireversibil. Însă imposibilitatea apare în a restabili mediul înconjurător la propriile sale condiții inițiale. Un proces ireversibil crește entropia totală a sistemului și a mediului înconjurător. Principiul al doilea al termodinamicii poate fi folosit pentru a determina dacă un proces ipotetic este reversibil sau nu.
Intuitiv, un proces este reversibil dacă nu există disipare. De exemplu, destinderea Joule este ireversibilă deoarece inițial sistemul nu este uniform. Inițial, există o parte a sistemului care are gaz în el și o parte a sistemului care nu are. Pentru ca disiparea să aibă loc, trebuie să existe o astfel de neuniformitate. Este similară cu situația că într-un sistem o parte a gazului ar fi caldă, iar cealaltă rece. Atunci ar avea loc disiparea, distribuția temperaturii ar deveni uniformă fără a se efectua vreun lucru mecanic, iar acest proces ar fi ireversibil deoarece nu s-ar putea adăuga sau elimina căldură sau modifica volumul pentru a readuce sistemul la starea inițială. Astfel, dacă sistemul este întotdeauna uniform, atunci procesul este reversibil, ceea ce înseamnă că se poate readuce sistemul la starea inițială fie adăugând sau eliminând căldură, efectuând lucru mecanic asupra sistemului sau lăsând sistemul să producă lucru mecanic. Un alt exemplu este considerarea destinderii într-un motor cu ardere internă ca fiind reversibilă, s-ar presupune că după scânteie temperatura și presiunea se schimbă uniform în tot volumul. Evident, acest lucru nu este adevărat, există un front de flacără și uneori chiar detonație. Unul dintre motivele — dar nu singurul — pentru care motoarele diesel au un randament termic superior este că arderea este mult mai uniformă, astfel încât se pierde mai puțină energie prin disipare, iar procesul este mai aproape de unul reversibil.
Fenomenul de ireversibilitate rezultă din faptul că dacă un sistem termodinamic suficient de complex, format din molecule care interacționează, este adus dintr-o stare termodinamică în alta, configurația sau aranjarea atomilor și moleculelor din sistem se va schimba într-un mod care nu este ușor previzibil. O parte din „energia de transformare” va fi folosită deoarece moleculele agentului de lucru acționează unele asupra altora atunci când se trece de la o stare la alta. În timpul acestei transformări va exista o oarecare pierdere de energie termică (disipație) din cauza frecării intermoleculare și a coliziunilor. Această energie nu va fi recuperabilă dacă procesul este inversat.
S-a descoperit că multe procese biologice despre care se credea că sunt reversibile sunt de fapt câte o pereche de două procese ireversibile. De exemplu se credea că o singură enzimă catalizează atât reacțiile biochimice directe, cât și pe cele inverse, cercetările au descoperit că sunt de obicei necesare două enzime diferite, cu structură similară, pentru a efectua fiecare dintre perechea de procese ireversibile termodinamic.

## Exemple de procese ireversibile

Proces adiabatic ireversibil: dacă cilindrul și pistonul sunt izolatoare termice perfecte, starea inițială din stânga sus nu mai poate fi atinsă după ce este schimbată în cea din dreapta sus. Starea din stânga jos este cea reală când se revine la presiunea inițială, deoarece lucrul mecanic produs de forța de frecare este convertit în căldură.

În domeniul fizic sunt prezente multe procese ireversibile cărora le poate fi atribuită incapacitatea de a obține o eficiență de 100 % în transferul de energie. Lista următoare prezintă câteva evenimente spontane care contribuie la ireversibilitatea proceselor.
- Îmbătrânirea (această afirmație este contestată, deoarece s-a demonstrat că îmbătrânirea poate fi inversată la șoareci.[16] S-a demonstrat că NAD+[17] și telomeraza[18] au efect asupra inversării îmbătrânirii.)
- Moartea
- Timpul
- Transmiterea căldurii la o diferență de temperatură finită
- Frecarea
- Deformarea plastică
- Trecerea curentului electric printr-o rezistență
- Magnetizarea sau polarizarea cu histerezis
- Destinderea liberă a fluidelor
- Reacțiile chimice spontane
- Amestecul spontan al materiei cu diferite compoziții sau stări termodinamice